# جمعية المختبرات الصناعية الدوائية الحكومية
جمعية المختبرات الصناعية الدوائية الحكومية أو LIFSE (الأسبانية: Laboratorio Industrial Farmacéutico Sociedad del Estado or LIFSE) هي مؤسسة مملوكة للدولة في الأرجنتين تقوم بإنتاج وتوزيع الأدوية .

## تاريخ
بحلول عام ١٩٤٧، بدأت مقاطعة سانتا فيه إجراءات إنشاء مصنع للأدوية لتزويد صيدليات المستشفيات، والذي أصبح جزءًا من السياسات الوطنية لوزارة الصحة. وسُمي المختبر: مختبر الصناعات الدوائية.
بحلول عام ١٩٨٧، أقرّ المجلس التشريعي الموقر للمقاطعة القانون رقم ١٠٠٦٩. ينصّ هذا القانون على الإنشاء الرسمي لمختبر إنتاج الأدوية الطبية (MDPL).
بحلول عام ١٩٨٩، بدأت مديرية المستحضرات الصيدلانية والطبية دورها كمديرية عامة لإنتاج الأدوية. ولديها طاقمها الخاص، بما في ذلك هيكل تنظيمي وظيفي، وتشارك في ميزانية وزارة الصحة كبرنامج مستقل.
ويسمح القانون رقم 11.657 للسلطة التنفيذية بتحويل المختبر إلى جمعية حكومية.
بحلول عام 2007 حدث التحول الأخير لمختبر إنتاج الأدوية الطبية خلال عام 2007. وأصبح مرة أخرى مختبرًا صناعيًا للأدوية.
في أبريل 2008، أصدرت وزارة الصحة القرار رقم 286 لإنشاء البرنامج الوطني للإنتاج العام للأدوية واللقاحات والمنتجات الطبية . وفي هذا السياق، أصبح مختبر لايف أس إي أول مختبر عام يزود الدولة بمضاد بيتا لاكتام الحيوي سيفاكسين 500. تم ذلك من خلال برنامج ريميديار. وتم ضمان استمرارية إمداد البلاد بسيفالكسين خلال عام ٢٠٠٩، بالإضافة إلى دمج دواء جليبنكلاميد ٥ المضاد للسكري. ملغ وأموكسيسيلين 500 ملغ.
إن التطور المستمر في الأمور المتعلقة بتكنولوجيا البناء، فضلاً عن تدريب الموظفين، يجعل الجمعية مستعدة للرد على متطلبات وزارة الصحة الإقليمية والوطنية.
تُركز إدارة الجمعية الحالية على سياسة تعزيز الإنتاج وجعل نفسها بديلاً لحل العديد من الصعوبات التي قد تواجه قطاع الصحة العامة في المقاطعات. ومن الأمثلة الجيدة على ذلك أن مقاطعة سانتا فيه هي المقاطعة الوحيدة في الأرجنتين التي ستمتلك علامة تجارية خاصة بها على وسائل منع الحمل، وستوزعها مجانًا في المستشفيات وللمستفيدين من نظام الضمان الاجتماعي الإقليمي (IAPOS).